# Legião da Força Aérea Croata
A Legião da Força Aérea Croata (em croata:  Hrvatska Zrakoplovna Legija; HZL), era uma unidade da Luftwaffe, composta inteiramente por voluntários vindos do estado-fantoche nazista, o Estado Independente da Croácia. Muitos deles já haviam servido na Força Aérea Real Iugoslava em abril de 1941, durante a Invasão Nazista da Iugoslávia. 
A legião lutou na Frente Oriental entre e durante a Segunda Guerra Mundial. A unidade foi enviada para a Alemanha para treinamento em 15 de julho de 1941, o grupo de caças para Fürth, perto de Nuremberg, e o grupo de bombardeiros, para Greifswald, antes de seguir para a Frente Oriental. Alguns deles também tinham experiência nos dois principais tipos que iriam operar, o Messerschmitt Bf 109 e o Dornier Do 17, tendo dois pilotos de caça efetivamente abatido aeronaves da Luftwaffe. 
O primeiro comandante da Legião foi o Obertsleutnant Ivan Mrak. Durante as operações na Frente Oriental, os caças da unidade marcaram um total de 283 mortes, enquanto os seus bombardeiros participaram em 1.332 missões de combate. Foi dissolvido em 21 de julho de 1944 e transformado no Grupo de Treinamento da Força Aérea Croata.  Foi então absorvido pela Força Aérea do Estado Independente da Croácia e os seus membros sobreviventes lutaram em solo croata. A legião tinha aproximadamente 360 oficiais, suboficiais e homens. 

## Organização
A Legião foi organizada em uma ala de caça e uma ala de bombardeiro: 
4. Ala de Lutadores - ZLS (Zrakoplovna Lovacka Skupina) Major Franjo Dzal
- 10. Esquadrão de Caça
- 11. Esquadrão de Caça

A 4. Ala de Lutadores foi anexado ao Jagdgeschwader 52. Originalmente serviu como parte do III. /JG 52, mais tarde ficou conhecido como 15(Kroat.)/JG52. Foi liderado por Franjo Džal.
5. Ala de Bombardeiros – (Bombaska Skupina) Major Vladimir Graovac
- 12. Esquadrão de Bombardeiros
- 13. Esquadrão de Bombardeiros

A 5. Ala de Bombardeiros foi originalmente anexado ao Kampfgeschwader 3 como parte do 10/KG3 e mais tarde como o 15. (Croata.)/KG 3.

## Frente Oriental

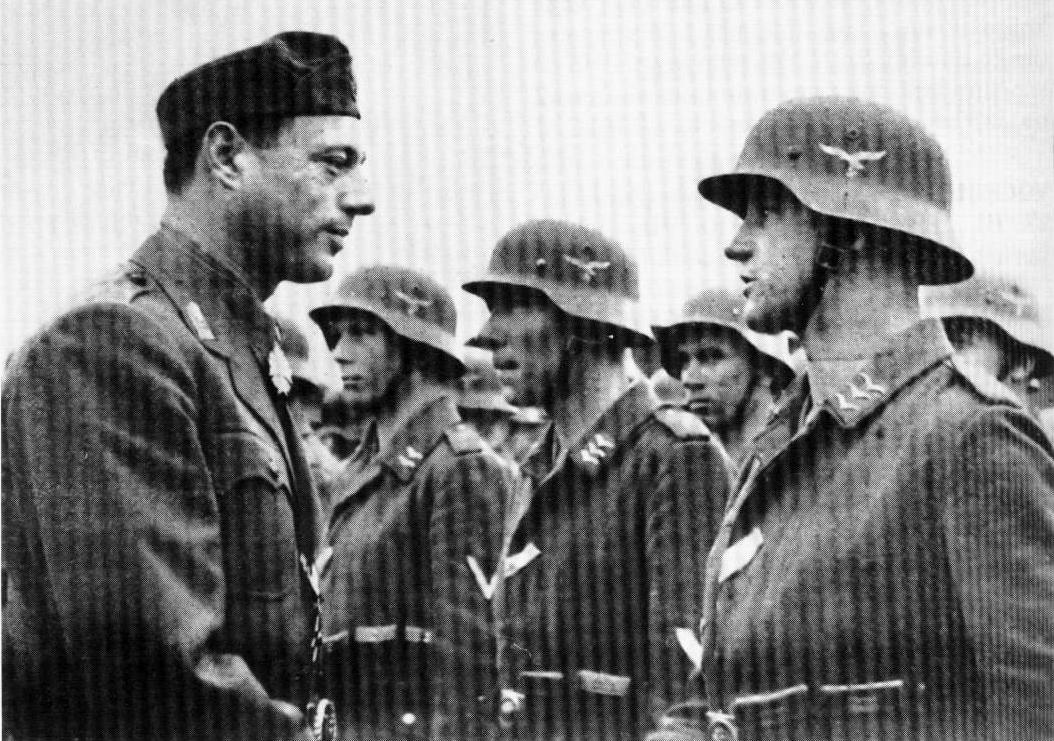
O Ministro das Forças Armadas croata, Ante Vokić, visita os voluntários em Stockerau em 1944

### Operações de caça
Um esquadrão da Ala de Lutadores foi enviado para a área de Furth, na Alemanha, para treinamento, o outro para o campo de aviação Herzogenaurach, próximo. O treinamento começou em 19 de julho de 1941, nas aeronaves Arado Ar 96 e Messerschmitt Bf 109 D, e durou até o final de setembro de 1941, quando os Legionários foram considerados prontos para a Frente Oriental e foram equipados com vários modelos do caça Messerschmitt 109. Durante o treinamento, os homens receberam uniformes da Luftwaffe adornados com o escudo croata e o distintivo da Legião da Força Aérea Croata no bolso direito do peito.
O Esquadrão recebeu a designação oficial 15. (Kroatische)/JG 52, e chegou ao seu primeiro campo de aviação da Frente Oriental em 6 de outubro de 1941, perto de Poltava. Em 9 de outubro de 1941, o Esquadrão teve seu R10 soviético abatido na área de Ahtijevka-Krasnograd. A morte foi dada ao piloto de ligação alemão ao Esquadrão, tenente Baumgarten. O Esquadrão foi transferido no final de outubro de 1941 para Taganrog, e permaneceu nesta área até 1º de dezembro de 1941. A primeira morte de um piloto croata ocorreu neste período pelo capitão Ferencina, e a segunda pelo tenente-coronel Dzal.

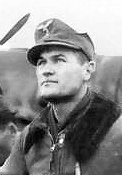
O piloto croata Capitão Mato Dukovac (Staffelkapitän de 15/JG52 de outubro de 1943) é o ás com maior pontuação, com 44 confirmados e 1 provável.

Em 1º de dezembro de 1941, o Esquadrão foi transferido para Marinpol. Os ataques foram feitos contra colunas blindadas soviéticas em torno de Pokorovskoje, Matvejeva, Kurgan, Jeiska e Uspenskoje, e na linha ferroviária Marinpol-Stalino. Além disso, o Esquadrão escoltou bombardeiros alemães em suas missões. No final de janeiro de 1942, o Esquadrão havia abatido 23 aviões soviéticos (dos quais quatro eram caças MIG-3). No final de março de 1942, o Esquadrão recebeu telegramas do Comandante do 4. Fliegerkorp, General Flugbeil e o Comandante do 4. Luftflotte, Coronel-General Lohr, parabenizando-os pelo seu sucesso. Em abril de 1942, o Esquadrão realizou missões de escolta para bombardeiros Stuka, guardou o campo de aviação de Marinpol e metralhou tropas soviéticas na área do Mar de Azov. Mais nove aviões soviéticos foram abatidos neste período.
Em maio, o Esquadrão foi transferido primeiro para a Crimeia e, pouco depois, para a região de Artemovka-Konstantinovka. A partir desta base de operação, o Esquadrão realizou missões de escolta para bombardeiros que atacavam Sebastopol e patrulhou a área do Mar de Azov. Mais quatro aviões soviéticos foram abatidos e um barco-patrulha soviético também foi afundado. Do final de maio até 21 de junho de 1942 (data do voo 1.000 do Esquadrão), mais 21 aviões soviéticos foram abatidos. Desta data até o final de julho de 1942, mais 69 aeronaves foram abatidas.
No final de 1942, a unidade teve um descanso de três meses, retornando a Nikolayev em 21 de fevereiro de 1943. Embora a unidade continuasse a matar, houve uma onda de deserções de 15. /JG 52, com pilotos voando para aeródromos soviéticos. Os pilotos restantes foram interrogados pela Luftwaffe, o Staffel foi retirado da frente e o comandante do HZL foi substituído. Este foi o fim da segunda turnê de 15. /JG 52 na Frente Oriental. A Luftwaffe decidiu substituir a maioria dos 15 pilotos restantes. /JG 52 com homens recém-treinados, e vários veteranos do Staffel juntaram-se a eles durante o treinamento de caça em Fürth. Doze se formaram em 1º de outubro de 1943 e chegaram com outros dois pilotos a Nikolayev em 21 de outubro de 1943, onde foram equipados com oito Bf 109G-4 e G-6. Eles foram enviados para seu campo de aviação em Bagerovo e iniciaram missões de combate em 26 de outubro. No final de 1943, o Esquadrão havia registrado 283 mortes e tinha 14 pilotos que ganharam o status de ás da aviação. 

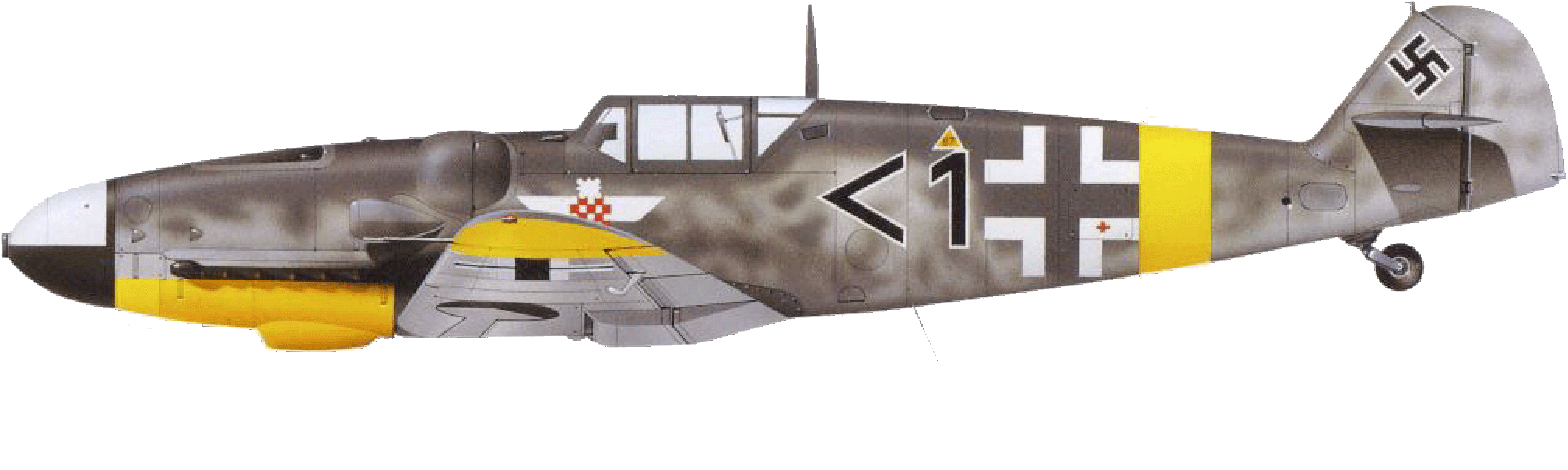
O Messerschmitt Bf 109 do piloto croata Mato Dukovac.

O Esquadrão continuou com seu bom desempenho até março de 1944, quando a Luftwaffe decidiu tentar manter 15. O /JG 52 foi inútil e os homens foram enviados para casa, para o NDH, para ajudar a combater a crescente atividade aérea dos Aliados sobre os Bálcãs. Durante suas três viagens, o Staffel contabilizou um total de 297 aeronaves soviéticas quando foi redistribuído para a Croácia.
Pelo menos parte da unidade regressou à Frente Oriental quando, no início de julho, a Luftwaffe reconsiderou a sua decisão. Eles foram transportados para a Romênia e depois para a República Eslovaca, mas nenhuma aeronave foi fornecida e, em 21 de julho, os pilotos foram informados de que o HZL seria dissolvido. Apesar disso, em agosto foram transferidos para um campo de aviação na Prússia Oriental, onde receberam dez Bf 109G-14. No início de setembro, eles voaram para a Lituânia em preparação para voltar à briga, mas a deserção do líder do esquadrão Mato Dukovac levou à cessação das operações aéreas croatas na Frente Oriental.

### Operações de bombardeiro
Oficialmente designado 15. (Kroatische)/KG 53, o esquadrão de bombardeiros foi equipado com aeronaves Dornier Do 17 Z. Chegou à Frente Oriental em 25 de outubro de 1941, após treinamento na Grosse Kampfflieger Schule 3, em Greifswald, Alemanha. A primeira área de operações foi perto de Vitebsk. As demais atribuições do Esquadrão de Bombardeiros foram no Setor Norte da Frente Oriental, incluindo o bombardeio de Leningrado e Moscou. Em 9 de novembro de 1941, o Esquadrão foi parabenizado pelo Fieldmarshall Kesselring por suas ações até então. Depois de realizar cerca de 1.500 missões na Frente Oriental, o Esquadrão e suas aeronaves foram redistribuídos para a Croácia em dezembro de 1942, para ajudar a combater a crescente ameaça partisan às forças do Eixo na Iugoslávia ocupada. 

## Croácia

### Operações de caça
No início de 1944, o esquadrão foi redesignado 1. /(Kroat.)JG, mas permaneceu na Crimeia na Frente Oriental. Na mesma época, duas novas unidades foram formadas para defender o espaço aéreo da Croácia. As tripulações para 2. você. 3. Staffel foi escolhido entre pilotos croatas que haviam concluído recentemente um curso A/B em uma escola de aviação alemã na Boêmia, seguido por uma escola de caça Bf 109 na França. Eles retornaram à Croácia no início de janeiro de 1944 e foram designados para Velika Gorica, onde os dois Staffeln seriam formados. Os planos para equipar o Staffeln com Bf 109 foram cancelados e, no final de janeiro, os pilotos do 2. Staffel (2./(Kroat.)JG) foi à Itália para coletar cerca de uma dúzia de Macchi C.202 e Fiat G.50. O 3. Staffel era um esquadrão de treinamento operacional, também conhecido como 3. /(Kroat.)JG e equipado com caças Macchi C.200 e Fiat CR.42 Falco. Todas essas aeronaves mantiveram suas marcações da Luftwaffe enquanto estavam em serviço com a unidade.
Após um período de conversão operacional, os esquadrões iniciaram operações contra as frequentes incursões sobre a Croácia por aeronaves da USAAF e RAF . Em abril de 1944, 1. /(Kroat.)JG foi retirado da Frente Oriental e sua tripulação retornou ao NDH. Durante um período de intensa atividade durante o verão de 1944, os esquadrões reivindicaram cerca de 20 aeronaves aliadas abatidas, enquanto ao mesmo tempo recebiam mais Macchi C.202, bem como vários Macchi C.205 novos.
No final de 1944, os esquadrões entregaram seus Macchis desgastados restantes para novos caças alemães Messerschmitt 109 G&K. Mais de 50 Messerschmitts foram entregues aos esquadrões e à Força Aérea do Estado Independente da Croácia, com a entrega final ocorrendo em 23 de abril de 1945. 

### Operações de bombardeiro
Após o seu retorno, o esquadrão de bombardeiros da Legião foi redesignado 1. /(Kroat.)KG depois de ter levado seus nove bombardeiros Dornier Do 17 Z da Rússia de volta à Croácia. Os Dorniers provaram ser uma adição bem-vinda ao poder de ataque das forças do Eixo que lutaram contra os Partidários na Jugoslávia ocupada até ao final de Julho de 1944, quando foram incorporados na ZNDH.  No final de 1943, um segundo esquadrão, 2. /(Kroat.)KG foi formado para fornecer treinamento operacional. Foi equipado com bombardeiros CANT Z.1007 e Fiat BR.20 projetados e construídos na Itália.